# What Cheer (Iowa)
What Cheer es una ciudad ubicada en el condado de Keokuk en el estado estadounidense de Iowa. En el Censo de 2010 tenía una población de 646 habitantes y una densidad poblacional de 201,15 personas por km².

## Geografía
What Cheer se encuentra ubicada en las coordenadas 41°24′1″N 92°21′26″O / 41.40028, -92.35722. Según la Oficina del Censo de los Estados Unidos, What Cheer tiene una superficie total de 3.21 km², de la cual 3.17 km² corresponden a tierra firme y (1.37%) 0.04 km² es agua.

## Demografía
Según el censo de 2010, había 646 personas residiendo en What Cheer. La densidad de población era de 201,15 hab./km². De los 646 habitantes, What Cheer estaba compuesto por el 98.61% blancos, el 0% eran afroamericanos, el 0.15% eran amerindios, el 0.15% eran asiáticos, el 0% eran isleños del Pacífico, el 0.15% eran de otras razas y el 0.93% pertenecían a dos o más razas. Del total de la población el 0.15% eran hispanos o latinos de cualquier raza.